# 比利西克 (羅基特涅區)
51°27′6″N 27°14′49″E / 51.45167°N 27.24694°E
比利西克（烏克蘭語：Більськ），是烏克蘭西北部的村莊，隸屬里夫內州的薩爾內區。該村始建於1906年，面積59平方公里，海拔高度162米，2001年人口749，人口密度每平方公里12.7人。